# Mater Dolorosa (Katzdorf)

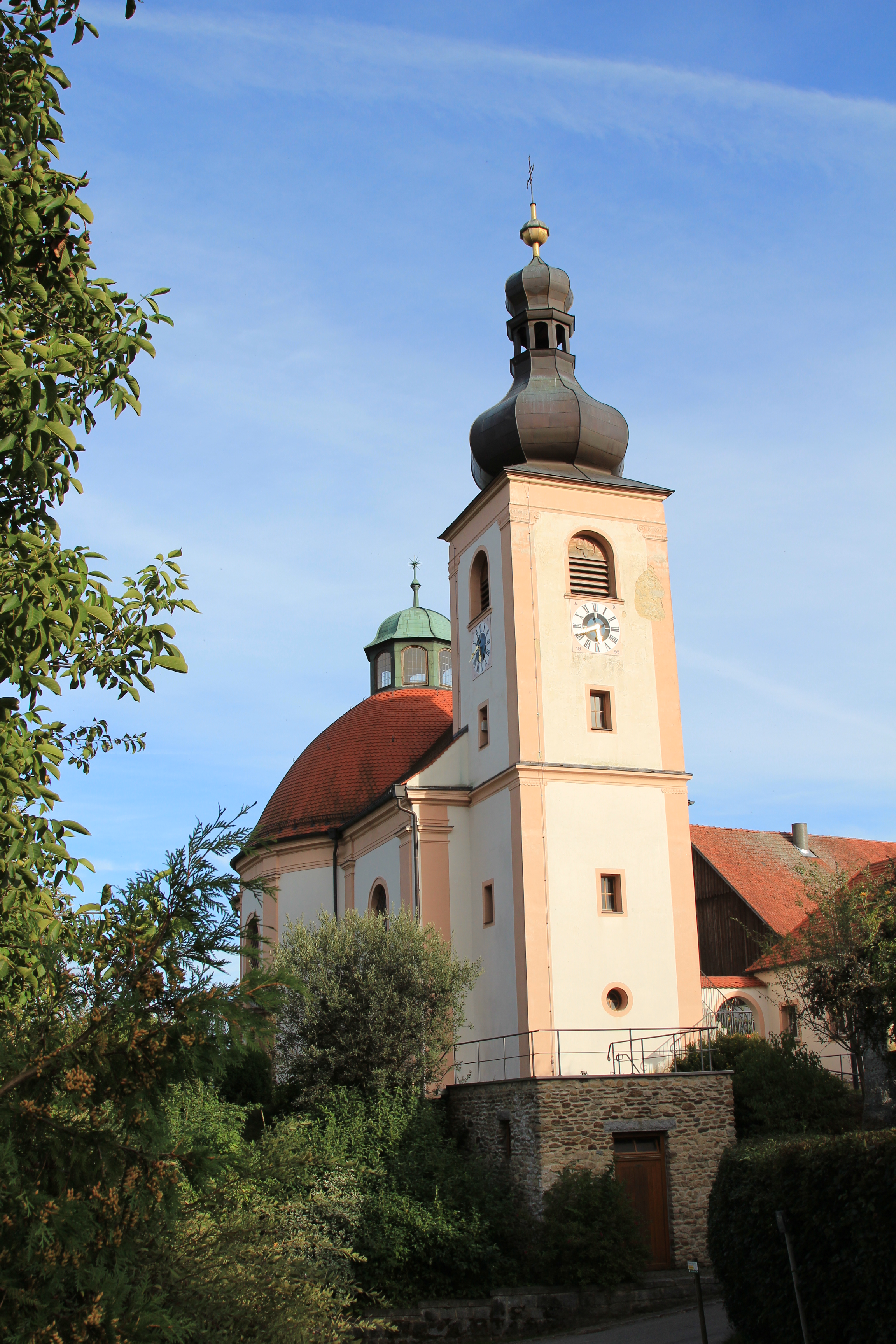
Mater Dolorosa (2013)

Die Wallfahrtskirche Mater Dolorosa in Katzdorf ist eine römisch-katholische Filialkirche der Pfarrei St. Josef in Neunburg vorm Wald im Landkreis Schwandorf.

## Geschichte
An der Stelle der Wallfahrtskirche in Katzdorf stand bereits im 12. Jahrhundert eine Kirche, für die Otto der Zenger 1099 ein Ewiges Licht stiftete. Bereits seit dem 14. Jahrhundert war Katzdorf für seine Wallfahrt bekannt.
Während der Wirren der Reformation wurde das Gnadenbild versteckt. Mit der Gegenreformation richtete 1629 der Prämonstratenser Norbert Pratitz die Kirche wieder auf und förderte die Wallfahrt. Unter Kurfürst Maximilian wurde dann die verfallene Kirche 1633 wieder hergestellt. Sie wurde am 17. Juli 1725 konsekriert, brannte 1754 ab und wurde im Barockstil wieder errichtet und ausgestattet.
Das Gnadenbild wurde 1936 neu gefasst. Man öffnete in diesem Jahr auch die Belichtungskuppel. 1951 erhielt die Kirche einen neuen Dachstuhl und 1953 eine neue Glocke. Das Marienheiligtum und die 15 Säulen mit den Rosenkranzgeheimnissen wurden 1959 renoviert.

## Bauwerk
Die Kirche liegt auf einem kleinen Hügel. Man erreicht sie über eine Stiege, die von der Dorfstraße abgeht. An der Nordseite bilden zwei Portale mit ionischen Säulen und Giebelwerk den Eingang zur Wallfahrtskirche. Sie ist ein Zentralbau. Eine Kuppel mit aufsitzender Trommel wölbt sich über der Rotunde.

### Ausstattung
Die heutige Innenausstattung entstand nach dem Brand von 1754. Pilaster, Lambrequins und Gesimse gliedern die Wände. Die Decke wird durch Laub- und Bandwerk geziert. In einer Kartusche über dem Chorbogen befindet sich das Katzdorfer Wappen.
Der Hochaltar besteht aus Marmorstuck mit gegenläufig gedrehten Säulen. Er enthält in der Mittelnische das neu gefasste Gnadenbild. Vier Engel mit den Leidenswerkzeugen flankieren die Pietà. Eine Figurengruppe, Gottvater mit Taube, begleitet von zwei Engeln, befindet sich über dem Gesims. In Nischen rechts und links vom Hochaltar befinden sich volkstümlich geschnitzte Figuren des gegeißelten Heilands, nach dem Vorbild der Wies, und der Madonna mit Kind.
Der linke Seitenaltar zeigt die heilige Mutter Anna, der rechte Seitenaltar ist dem heiligen Johannes Nepomuk geweiht. Er enthält ein Bild des Neunburger Kunstmalers Anton Merz, auf dem der heilige Johannes Nepomuk vor dem Hintergrund der Karlsbrücke in Prag abgebildet ist. Johannes von Nepomuk ist auch auf der Predella zusammen mit der Königin dargestellt.
Die Kanzel wird von schweren Volutenarmen getragen. Ein Engel mit der Posaune des Gerichts steht auf ihrem Schalldeckel.

### Gnadenbild
Beim Gnadenbild von Katzdorf handelt es sich um eine spätgotische bemalte Pietà aus Lindenholz aus der zweiten Hälfte des 15. Jahrhunderts.

## Prozessionen und Wallfahrten
Die Wallfahrt nach Katzdorf begann schon im 14. Jahrhundert. Sie gehört zu den ältesten Marienwallfahrten des Bistums Regensburg.
Jeweils am 24. April (früher „Markusprozession“ genannt), am Montag der Bittwoche und am 15. September, dem Fest der sieben Schmerzen Mariens und Patronatsfest der Kirche, werden Bittgänge von Katzdorf nach Neunburg gehalten. Vor der Firmung findet eine Wallfahrt von Neunburg nach Katzdorf statt.

## Bilder

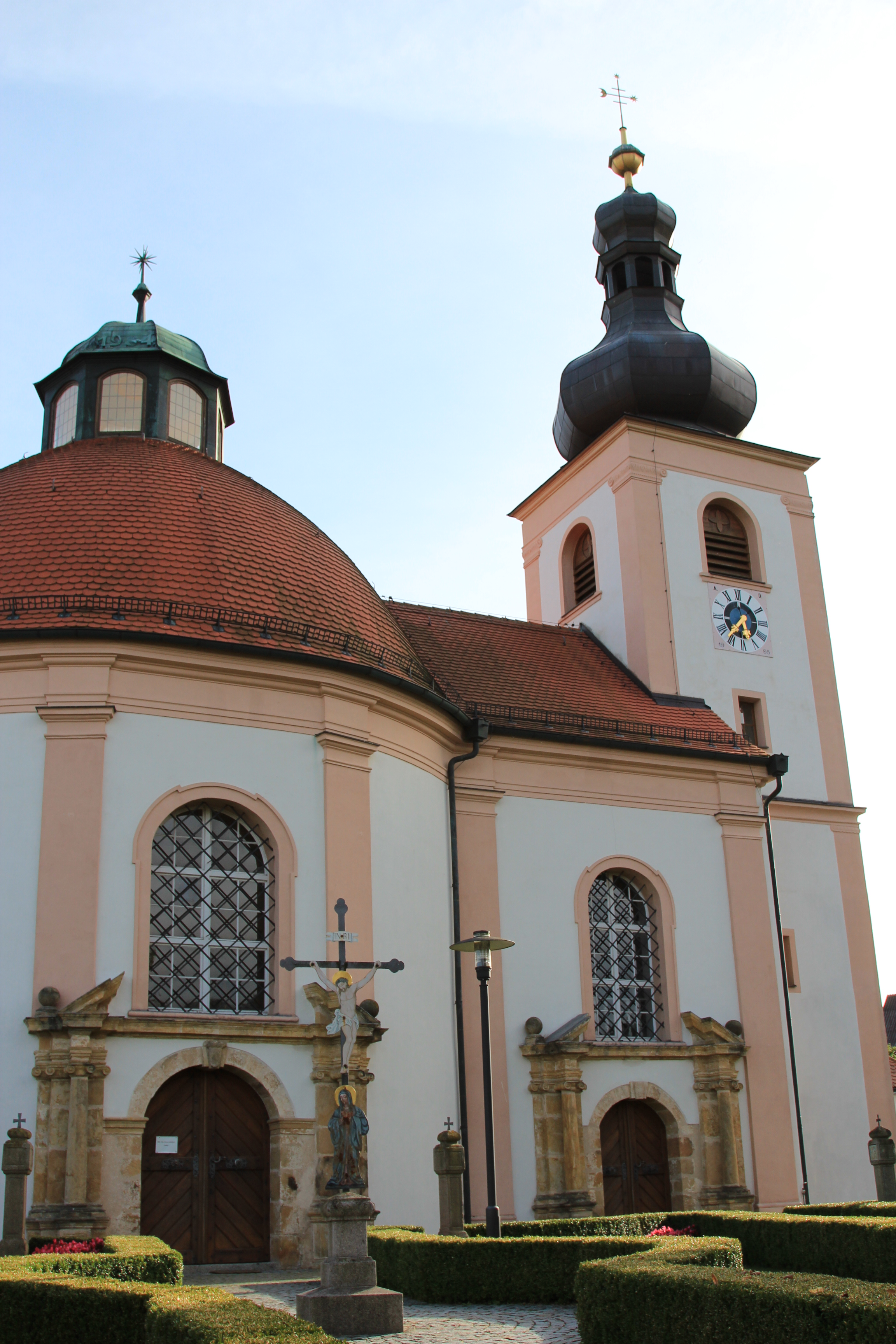
Mater Dolorosa (2013)
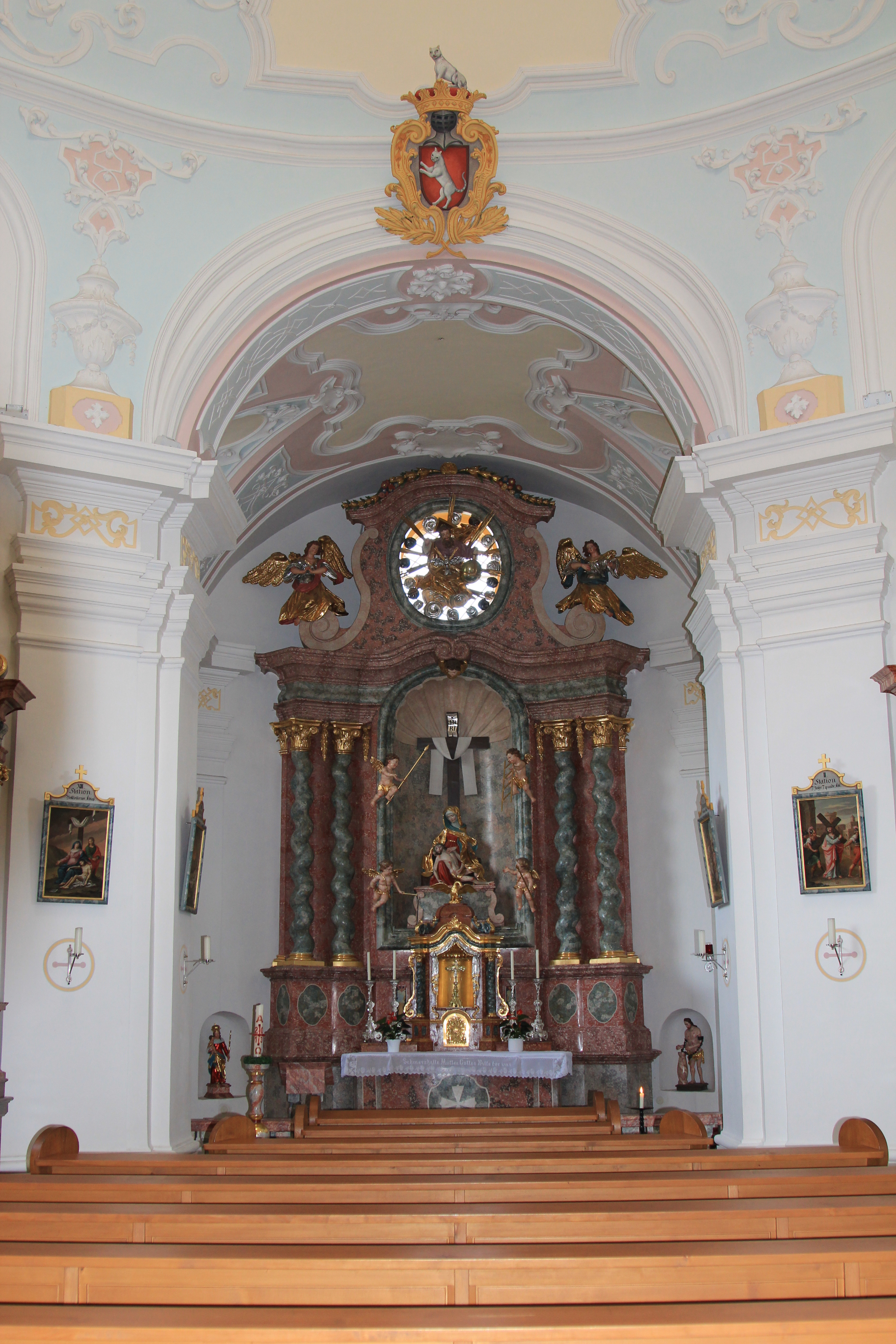
Altar (2013)
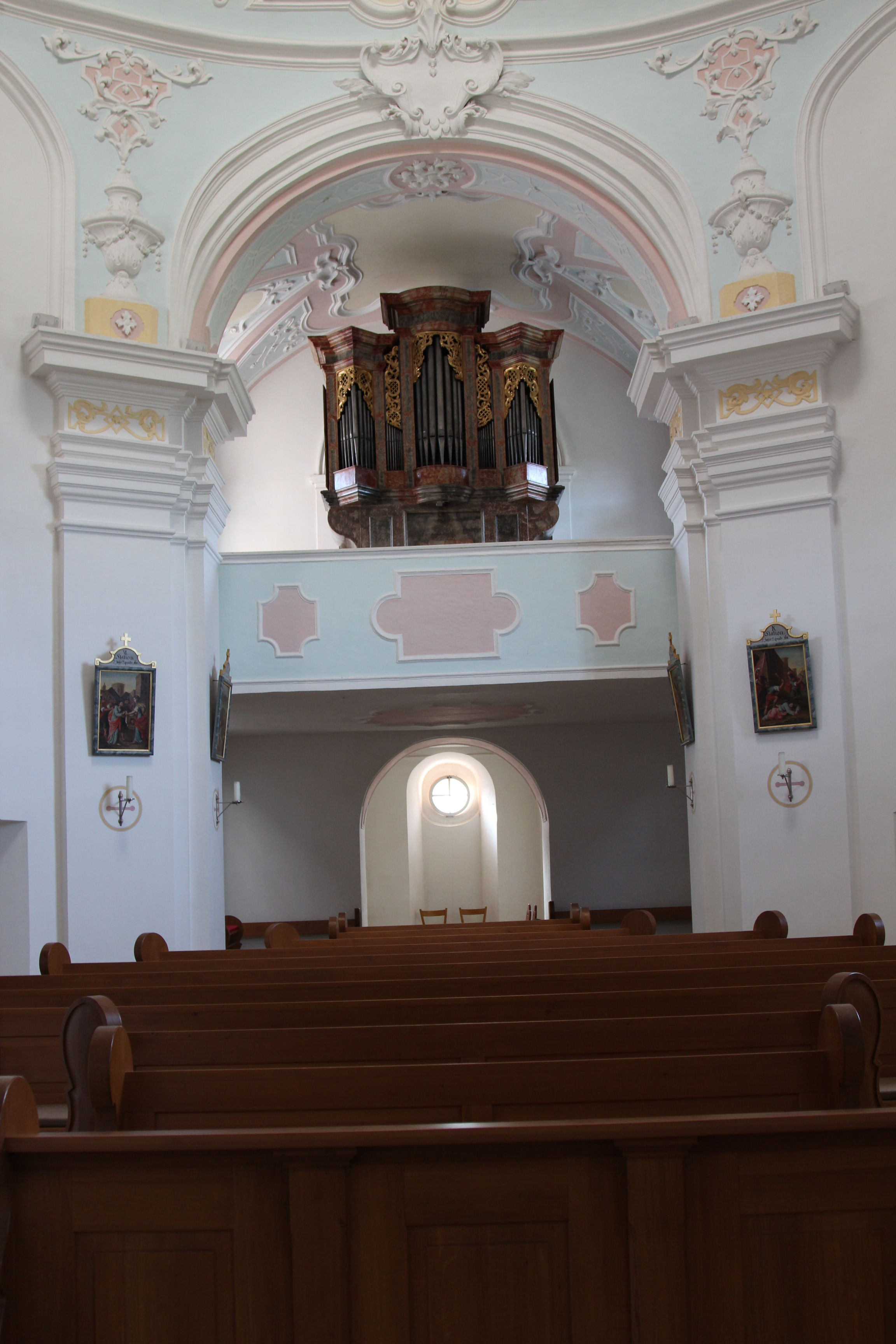
Orgel (2013)
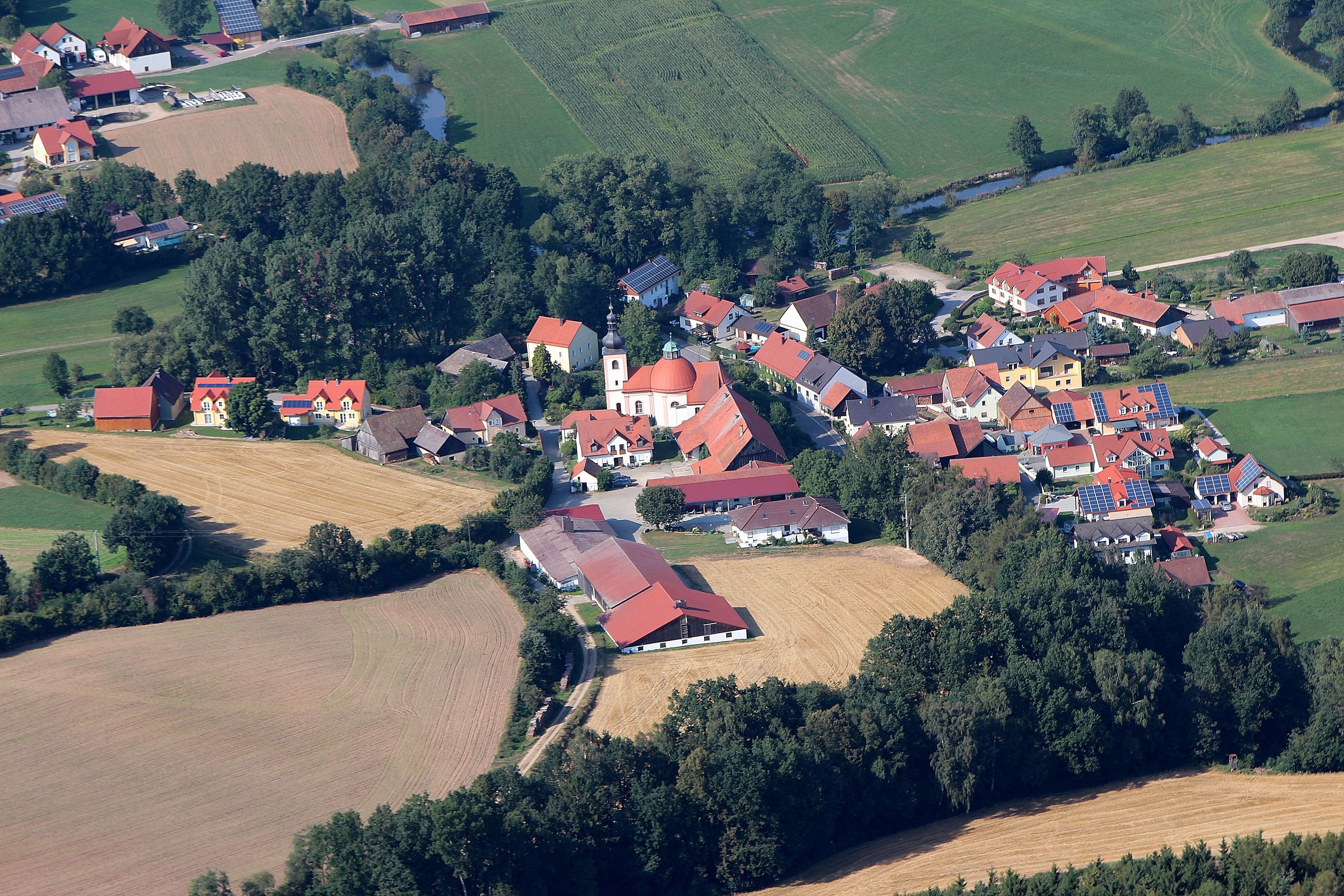
Katzdorf (2013)